# 台中市公車21路
台中市公車21路行駛自臺中刑務所演武場至三貴城，由中鹿客運營運。此路線大部份行駛於北屯路、東山路，部分班次延駛至民德橋、中興嶺。

## 歷史
- 2012年9月1日：31路台中車站端頭班車改點為04:10發車。
- 2012年11月7日：21路「立體停車場」站變更為往貴城山莊單邊設站，31路「立體停車場」站變更為往臺中車站單邊設站。
- 2013年2月18日：16路部份班次繞駛東山高中，並延駛至民德僑。[2][3]
- 2013年4月17日：31路因仁友客運財務狀況吃緊，致人車調度無法路線班次需求。交通局召開會議，初步決定由豐原客運代駛至5月31日。[4]
- 2013年4月29日：31路公告釋出。[5]
- 2013年6月1日：仁友客運釋出31路，評選由中台灣客運接駛。[6]。
- 2013年8月30日：31路增開班次。
- 2013年9月1日：21路調整發車時刻。
- 2013年11月30日：21、31路「中廣電台」站更名為「三光國中」，31路「中市警察局第五分局」站更名為「北屯國小（北屯路）」。
- 2013年12月1日：16路調整2班次行駛至東山樂園。[7]
- 2014年6月15日：21、31路「三和里」站更名為「東山旱溪西路口」。
- 2014年7月28日：21路原臺中火車站之端點，延駛至「道禾六藝文化館」，路線名稱變更為（道禾六藝文化館－貴城山莊），原「仁友東站」取消停靠，「臺中火車站」變更為雙邊設站，增設「民權繼光街口」、「臺中州廳」、「臺中科大民生校區」、「忠孝國小」、「道禾六藝文化館」等站，並調整發車時刻。31路原臺中火車站之端點，延駛至「公共資訊圖書館」，路線名稱變更為（公共資訊圖書館－中臺科技大學），原「仁友東站」取消停靠，「臺中火車站」變更為雙邊設站，增設「第三市場」、「臺中國小」、「建成正氣街口」、「靈山寺」、「建成學府路口」、「公共資訊圖書館（五權南路）」等站，並調整平日班次由10班減至6班。
- 2015年3月1日：16路「第一信用」撤站並併入「彰化銀行（臺灣大道）」。[8]
- 2016年3月1日：16、31路「天星大飯店」站更名為「三貴城」；16路路線名稱變更為（綠川東站－大坑(三貴城)）並調整發車時刻。[9][10]
- 2016年4月1日：31路「田螺湖」（往公共資訊圖書館站位）往公共資訊圖書館方向遷移約68公尺。[11]
- 2016年7月1日：16路由綠川東站端延駛至道禾六藝文化館，延駛後綠川東站裁撤，途中增停「光明國中（貴和街）」（單邊設站，往道禾六藝文化館方向）、「地方法院」、「臺中女中」、「民權繼光街口」、「臺中火車站」[12]。
- 2016年8月1日：台中客運16路（道禾六藝文化館－三貴城－民德橋）、仁友客運21路（道禾六藝文化館－貴城山莊）、中台灣客運31路（公共資訊圖書館－中興嶺）整併為21路（道禾六藝文化館－三貴城－民德橋－中興嶺），整併後調整發車時刻(16路原12班、21路原61班、31路原12~20班，整併後21路總班次為58班)。[13]
- 2016年11月10日：「長興塑膠」站更名為「東山建和路口」。
- 2017年4月16日：配合「東山路地下道填平工程」道路管制禁止通行，2017年4月16日起改道為「北屯路－太原路－旱溪西路－東山路」，改道後暫時取消停靠「北屯」至「東山旱溪西路口」區間站位，並臨時增設「旱溪西東山路口」招呼站。[14]
- 2017年5月1日：「道禾六藝文化館」站更名為「臺中刑務所演武場」。[15]
- 2017年5月23日：配合「東山路地下道填平工程」，臨時增設「太原三光巷口」。
- 2017年10月25日：「東山路地下道填平工程」完工恢復原行駛動線，臨時增設「太原三光巷口」及「旱溪西東山路口」裁撤。[16]
- 2019年10月15日：21路轉讓給中鹿客運營運。
- 2020年9月30日：「東山樂園」更名為「東山竹坑巷口」。
- 2021年5月31日：「三民錦中街口」站更名為「一心市場」站，「一心市場」站更名為「三民錦新街口」站 。
- 2022年10月7日：配合東山高中學生放學需求，調整21延1(平日16:15繞駛東山高中班次)延後16:20發車及部分班次微調。
- 2023年3月20日：時刻表調整。
- 2023年5月29日：因應駕駛人力調整，調整班次發車時刻。
- 2023年7月20日：調整發車時刻。

## 路線基本資料
行駛至三貴城全程行車里數約12.5公里，全程行車時間約52分，往三貴城共46站，往臺中刑務所演武場共46站。
主線自臺中刑務所演武場起，沿府後街、林森路、三民路一段、民權路、建國路、雙十路、精武路、三民路三段、北屯路、東山路一段、二段到三貴城；延駛路線1續沿東山路二段到民德橋；延駛路線2續沿東山路二段經民德橋到中興嶺。

### 時刻表
- 時刻表僅供參考，請以中鹿客運網站公告為準。時刻表更新時間為2023年7月20日。

| 台中市公車21路時刻列表 | 台中市公車21路時刻列表 |
| --- | --- |
| 臺中刑務所演武場（國漫館）發車 | 三貴城發車 |
| 平日 07:40、08:05、09:35、10:00、12:03、13:05、14:07、14:45、16:32、16:48、19:15、21:45 寒暑假平日 05:25、05:35、07:40、08:05、09:35、10:00、12:03、13:05、14:07、14:45、16:20、16:32、16:48、19:15、21:45 假日 05:50、06:40、07:40、08:50、09:35、11:20、11:50、13:05、14:07、14:45、16:15、16:32、16:48、19:15、21:45 | 平日 08:38、09:02、10:32、11:00、13:02、14:07、15:10、15:42、17:50、18:06、20:25、22:40 寒暑假平日 06:25、06:40、08:38、09:02、10:32、11:00、13:02、14:07、15:10、15:42、17:40、17:50、18:06、20:25、22:40 假日 06:45、07:50、08:38、10:02、10:32、12:15、12:58、14:07、15:10、15:42、17:20、17:45、18:06、20:25、22:40 |
| 台中市公車21延1路時刻列表 | |
| 臺中刑務所演武場（國漫館）發車 | 民德橋發車 |
| 平日 05:25、05:35、16:20 假日／寒暑假 無班次 【此顏色班次繞駛東山高中】 | 平日 06:25、06:40、17:40 假日／寒暑假 無班次 【此顏色班次繞駛東山高中】 |
| 台中市公車21延2路時刻列表 | |
| 臺中刑務所演武場（國漫館）發車 | 中興嶺發車 |
| 平／假日 04:33、07:15、11:02、14:35 | 平／假日 05:48、09:33、12:26、15:55 |

### 收費
- 一般市區公車（1～999、綠1～綠4）：依里程計費，收費費率為［2.431×搭乘里程數×（1+5%營業稅）］元。
  - 於基本里程8公里內票價為全票20元、半票11元。
  - 兒童、老人、身心障礙者及其陪伴者依規定半票收費，半票收費費率為原收費費率的一半。
  - 市民限定交通卡：前10公里免費，超過10公里部分票價比照收費費率，且上限為10元。
- 小黃公車（黃1～黃25）：免費。
- 幸福公車（梨山1）：票價比照臺中市計程車收費費率，持電子票證刷卡全程免費。
- 市民小巴（市民小巴1～市民小巴4）：票價比照一般市區公車收費費率，持電子票證刷卡全程免費。

### 停站
- 參見右側站牌路線圖，綠色路段表示行駛優化公車專用道。

## 圖片集

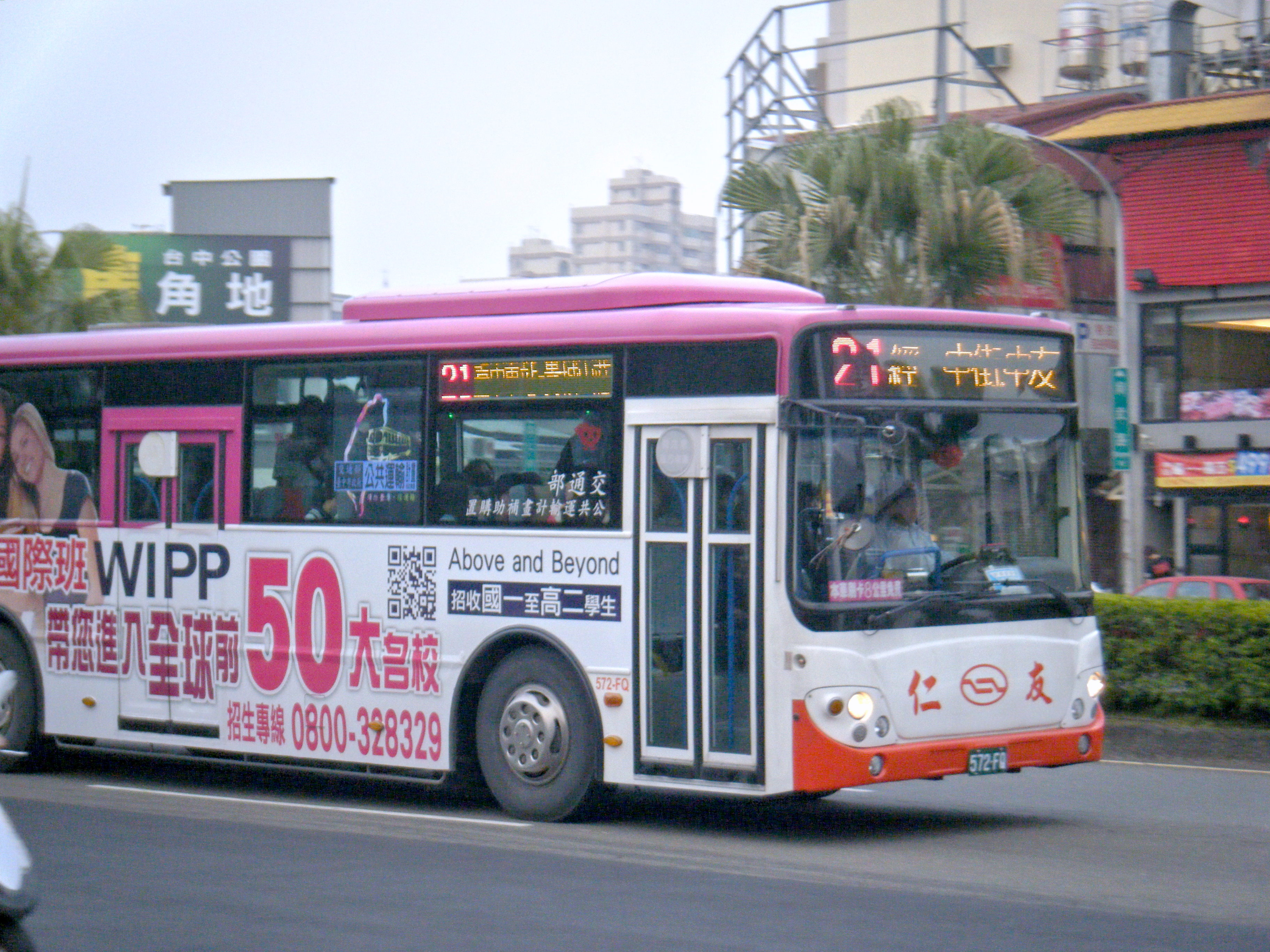
台中市公車21路
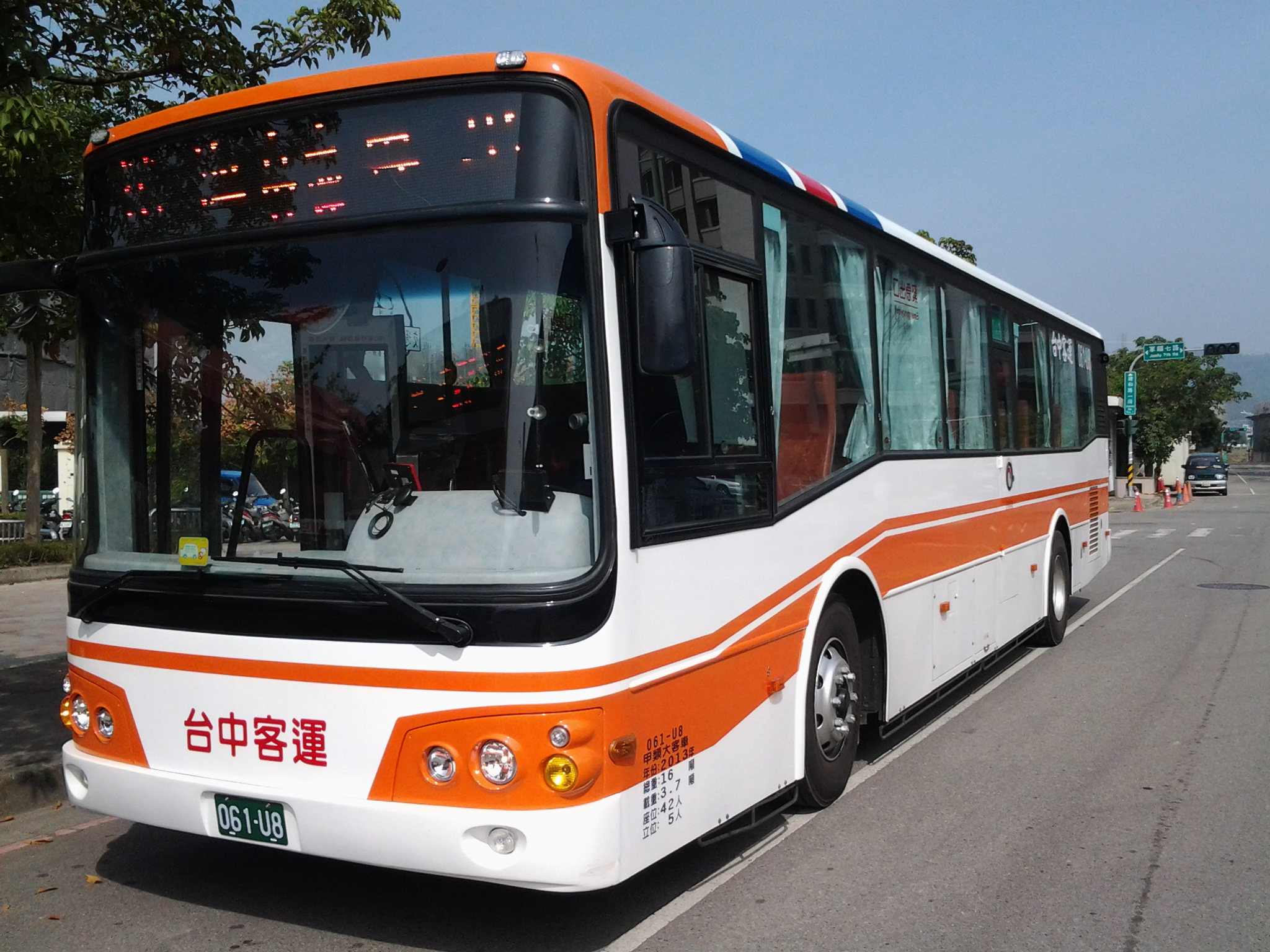
原台中市公車16路，由台中客運行駛
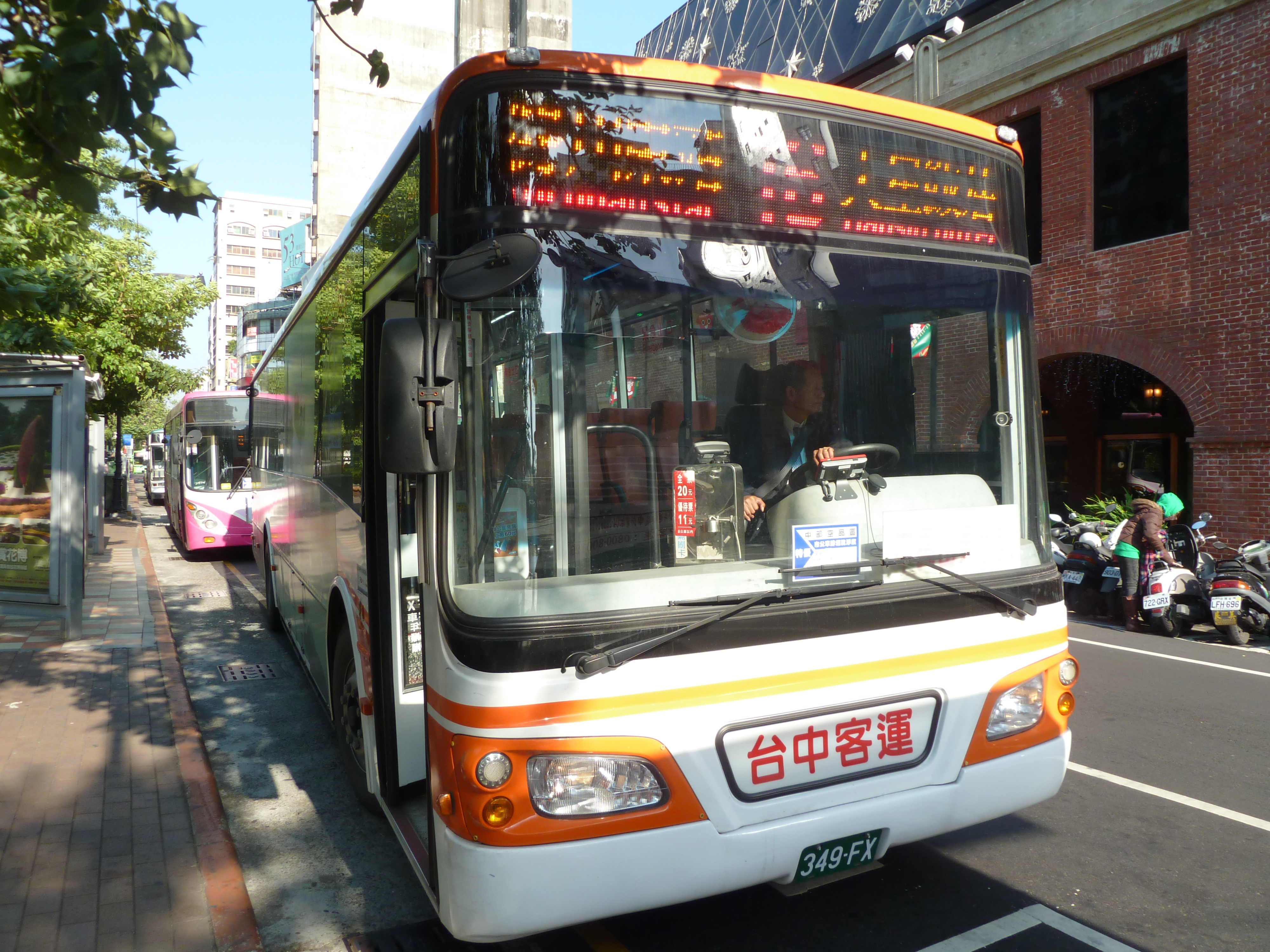
原台中市公車16路，由台中客運行駛
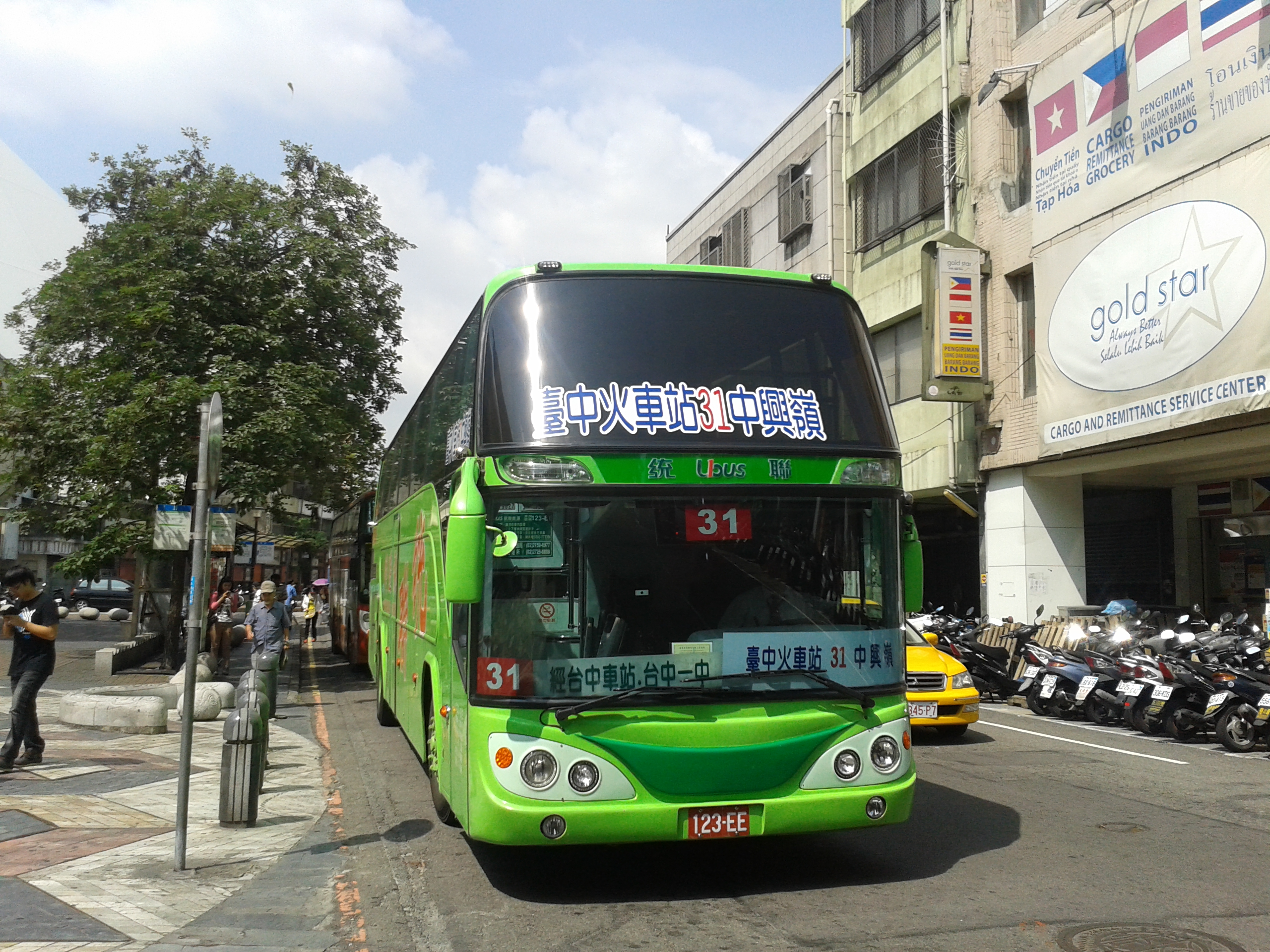
原台中市公車31路，由中台灣客運行駛，此為中台灣客運租用統聯旅運遊覽車之車輛